# Zandstraat (Oudenburg - Aardenburg)

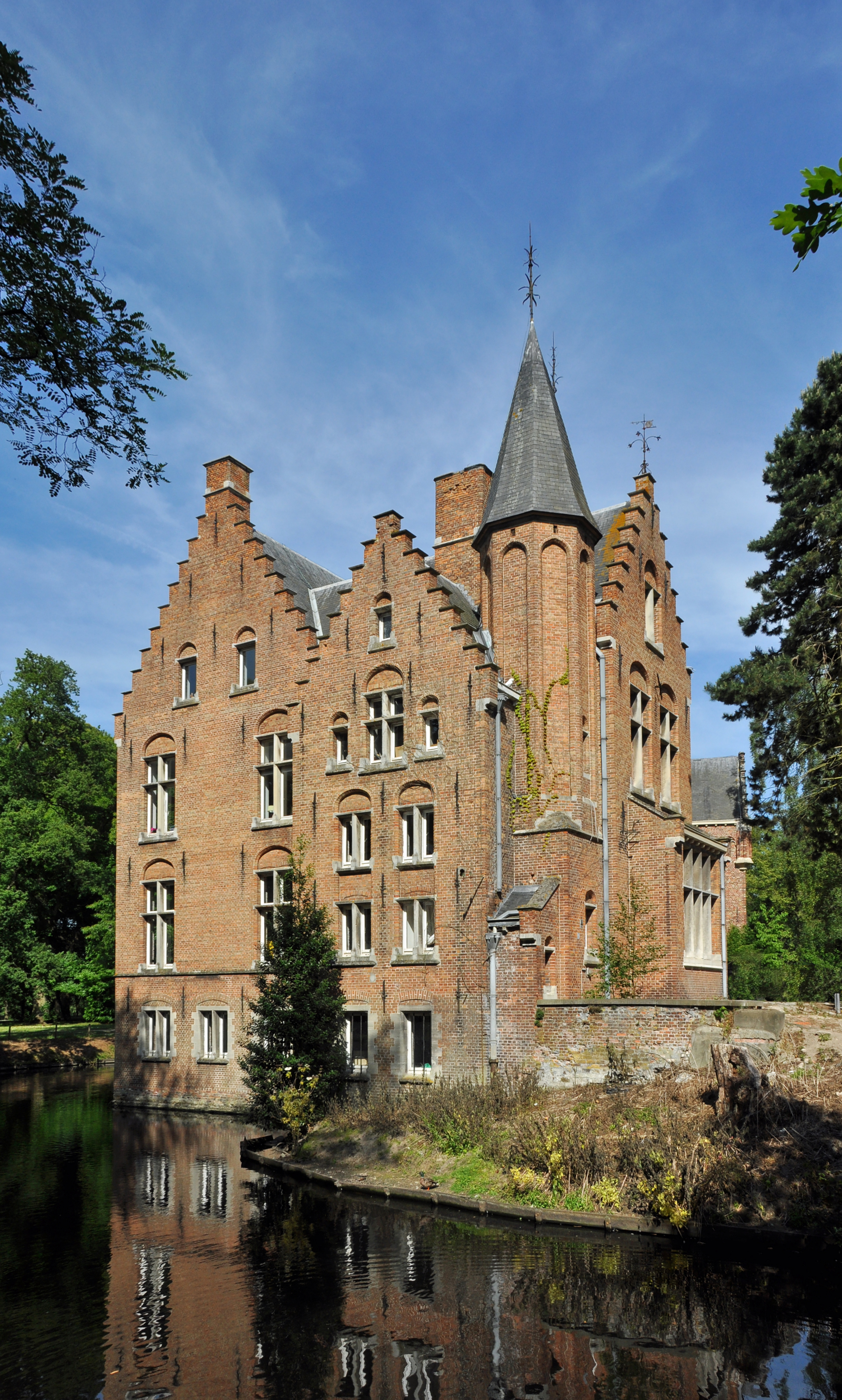
Koude Keuken-kasteel aan de Zandstraat in Sint-Andries

De Zandstraat was in de Romeinse tijd, en volgens sommige historici reeds daarvoor, een verbinding tussen Oudenburg, Brugge en Aardenburg. De weg lag op een hoger gelegen zandrug in een vochtig landschap en bestaat vandaag op sommige plaatsen, zoals in de Brugse deelgemeente Sint-Andries, nog steeds onder de naam Zandstraat.
In 1998 werd te Ettelgem (Oudenburg), aan de aldaar gelegen Zandstraat, bodemonderzoek gedaan waarbij resten van bewoning van voor onze tijdrekening werden gevonden.

## Tracé
De Zandstraat verbond Oudenburg met Aardenburg en liep door de dorpen Ettelgem, Jabbeke, Varsenare en Sint-Andries, door de stad Brugge, over de huidige Smedenstraat, Zuidzandstraat, Steenstraat, Grote Markt, Burg, Hoogstraat en Langestraat, en vervolgens via Sint-Kruis, over de huidige Moerkerkse Steenweg, verder naar Aardenburg.